# Port lotniczy Pontianak-Supadio
Port lotniczy Pontianak-Supadio (IATA: PNK, ICAO: WIOO) – port lotniczy położony w Pontianak, w prowincji Borneo Zachodnie, na Borneo, w Indonezji.